# Before the Flood (album)
 Before the Flood is een live-album van Bob Dylan en The Band, opgenomen tijdens de promotietour voor het album Planet Waves. De tour en het album waren onderdeel van het contract dat gesloten werd met David Geffen, de oprichter van Asylum. De samenwerking tussen Dylan en The Band was niet nieuw. Midden jaren 1960 waren zij al op tournee geweest en na Dylans motorongeluk hadden zij al samen muziek opgenomen, later bekend geworden als The Basement Tapes. 
Hoewel op de setlist van de tour meerdere nummers van de sessies voor Planet Waves voorkwamen, zoals "Tough Mama","Something There is About You" en "Nobody 'Cept You", zijn deze niet op Before the Flood terecht gekomen. De titel van het album is wel ontleend aan "What's lost is lost, we can't regain what went down in the flood", een zin in het nummer "Wedding Song" van Planet Waves en geïnspireerd op de trilogie Farn Mabul (Before the Flood) van Sjolem Asch.

## De opnamen
Hoewel er tijdens meerdere optredens opnamen gemaakt werden, kwamen op het album slechts de opnamen terecht van de drie optredens in het Los Angeles Forum in Inglewood, een stadje grenzend aan Los Angeles. Deze opnamen vonden plaats op 13 februari en op 14 februari met een middag- en een avondconcert. "Knockin' on Heaven's Door is de enige uitzondering en werd opgenomen op 30 januari in de arena van Madison Square Garden in New York.

## De nummers
Op kant 2 en op kant 3 de nummers 4,5 en 6 speelt alleen The Band, op kant 3 de nummers 1,2 en 3 is Dylan solo. De overige nummers zijn Dylan met begeleiding van The Band.

Alle muziek en teksten zijn geschreven door Bob Dylan behalve waar aangegeven; alle opnamen zijn in Los Angeles behalve waar aangegeven.. 
| 1.                 | Most Likely You Go Your Way and I'll Go Mine | 14 feb (avondconcert)  | 4:15 |
| 2.                 | Lay Lady Lay                                 | 13 feb                 | 3:14 |
| 3.                 | Rainy Day Women ♯12 & 35                     | 13 feb                 | 3:27 |
| 4.                 | Knockin' on Heaven's Door                    | 30 jan New York        | 3:51 |
| 5.                 | It Ain't Me Babe                             | 14 feb (avondconcert)  | 3:40 |
| 6.                 | Ballad of a Thin Man                         | 14 feb (middagconcert) | 3:41 |
| Totale duur: 22:08 |                                              |                        |      |

| 1.                 | Up on Cripple Creek (Robbie Robertson)          | 14 feb (avondconcert)  | 5:25 |
| 2.                 | I Shall Be Released                             | 14 feb (middagconcert) | 3:50 |
| 3.                 | Endless Highway (Robertson)                     | 14 feb (avondconcert)  | 5:10 |
| 4.                 | The Night They Drove Old Dixie Down (Robertson) | 14 feb (avondconcert)  | 4:24 |
| 5.                 | Stage Fright (Robertson)                        | 14 feb (avondconcert)  | 4:45 |
| Totale duur: 23:34 |                                                 |                        |      |

| 1.                 | Don't Think Twice, It's All Right          | 14 feb (avondconcert)  | 4:36 |
| 2.                 | Just Like a Woman                          | 14 feb (avondconcert)  | 5:06 |
| 3.                 | It's Alright, Ma (I'm Only Bleeding)       | 14 feb (avondconcert)  | 5:48 |
| 4.                 | The Shape I'm In (Robertson)               | 14 feb (middagconcert) | 4:01 |
| 5.                 | When You Awake (Richard Manuel, Robertson) | 14 feb (avondconcert)  | 3:13 |
| 6.                 | The Weight (Robertson)                     | 13 feb                 | 4:47 |
| Totale duur: 27:31 |                                            |                        |      |

| 1.                 | All Along the Watchtower | 14 feb (middagconcert)          | 3:07 |
| 2.                 | Highway 61 Revisited     | 14 feb (avondconcert)           | 4:27 |
| 3.                 | Like a Rolling Stone     | 13 feb                          | 7:09 |
| 4.                 | Blowin' in the Wind      | 13 feb + 14 feb (middagconcert) | 4:30 |
| Totale duur: 19:13 |                          |                                 |      |

## Hitnoteringen
Het album bereikte nummer 3 op de Billboard 200, nummer 8 op de UK Albums Chart en nummer 7 in Nederland.

## Kritiek
Het album werd over het algemeen goed beoordeeld. Dylan zelf nam later enige afstand, eigenlijk van de tour en indirect van het album. In een interview met Cameron Crow zegt hij: "Het enige waar mensen over spraken was 'energie dit, energie dat'. De grootste complimenten waren dingen als: 'Wow, veel energie, man.' Het was absurd geworden".
- MusicBrainz release group: d11eff0d-e0e7-35f4-b114-c90910028333